# Slava Truda
Slava Truda (en rus: Слава Труда) és un poble (un khútor) de l'óblast de Rostov, a Rússia, que en el cens del 2010 tenia 146 habitants, pertany al districte d'Aksai.